# Margarete von Wrangell
Margarete von Wrangell, född 7 januari 1877 i Moskva, död 21 mars 1932 i Stuttgart, var en balttysk kemist. Hon blev 1923 den första kvinnliga professorn i Tyskland.
Margarete von Wrangel var dotter till den ryske generalen Karl Fabian von Wrangel (1839–1899) och Julie Ida Marie, född von Wrangel (1843–1927). von Wrangell började 1904 att studera naturvetenskap i Leipzig och Tübingen och avlade 1909 doktorsexamen i kemi vid Tübingens universitet på ämnet "Isomerism of Formyl-glutaconic Acid ester and its bromine derivatives".